# Bałąg
Bałąg (dawniej niem. Ballingen)– wieś warmińska w Polsce, położona w województwie warmińsko-mazurskim, w powiecie olsztyńskim, w gminie Jonkowo. W latach 1975–1998 miejscowość administracyjnie należała do województwa olsztyńskiego.
Mała wieś warmińska położona nad jeziorem Bałąg, wchodzi w skład sołectwa Wołowno.

## Historia
Wieś wzmiankowana po raz pierwszy w 1361 roku, wówczas pięciu braci pruskich (Wiscant, Musligente, Melcke, Luban, Santke) otrzymało od  kapituły warmińskiej osiem łanów w celu założenia wsi na prawie pruskim nad jeziorem Balingen (Ballingen). Początkowo miejscowość nazywała się Balingen, podobnie jak niedalekie jezioro. W czasie wojny polsko-krzyżackiej, zwanej głodową, w roku 1414 wieś została ograbiona i częściowo spalona.
W 1551 roku Peter von Pfaff, będący burgrabią olsztyńskim, nabył wspomniane osiem łanów na prawie magdeburskim z obowiązkiem jednej służby zbrojnej konno, następnie w 1562 roku otrzymał od kapituły kolejne cztery łany za roczną opłatą czterech funtów wosku. Po śmierci burgrabiego i jego żony Urszuli wieś przez jakiś czas należała do  kapituły warmińskiej, a w 1595 stała się własnością pruskiego szlachcica Aleksandra (dzierżawił wieś przez 14 lat). Od 1609 roku Bałąg należał do Heinricha Wildenau, a od 1656 do człowieka o nazwisku Sudamski. W roku 1808 ziemię majątku, na podstawie pruskiego dekretu uwłaszczeniowego, otrzymali jego mieszkańcy.
W 1656 r. wieś należała do Sudamskiego, który płacił od 8 włók (łanów) kapitule czynsz rekognicyjny w wysokości jednego łasztu żyta i tyleż pszenicy, funta wosku oraz jednego denara kolońskiego. Zobowiązany był jednej służby zbrojnej konno w czasie wojny. W 1673 właścicielem majątku w Bałagu był niejaki Hennig. Poza nim i jego żona w majątki mieszkali: jego syn z małżonką oraz chałupnik Nowicki z żoną i synem. Według danych z 1717 ziemię rolna w Bałągu zaliczono do bardzo niskiej jakości (szósta klasa). Według raportu rewizyjnego kapituły warmińskiej tylko dwa łany obsiane były zbożem a pozostałe zaś leżały odłogiem i były wykorzystywane jako pastwiska. Zanotowano również, że mieszkańcy mają wystarczającą ilość drewna na opał. W 1782 r. w Bałągu było 6 mieszkańców.
W 1808 roku, władze pruskie uwłaszczyły mieszkańców wsi, nadając uprawianą przez nich ziemię (za odszkodowaniem). W roku 1817 i 1820 miejscowość liczyła 40 mieszkańców i było tu siedem gospodarstw. Podczas generalnej wizytacji szkoły elementarnej w Wołownie, przeprowadzonej w 1825 przez asesora Reinholda Bernharda Jachmanna zaznaczono, że dzieci z Bałąga notorycznie nie uczęszczają do szkoły. W 1846 we wsi było 65 mieszkańców. W roku 1858 obowiązkiem szkolnym objęto 10 dzieci z Bałąga, a w rzeczywistości do szkoły przychodziło co najwyżej sześciu uczniów. W 1861 r. we wsi było 81 mieszkańców, mówiących po polsku katolików. Wieś posiadała 644,85 morgów ziemi (164,6 ha), na której gospodarzyło 10 chłopów. W 1871 r. mieszkało tu 96 osób a w 1895 r. - 75.
W 1925 roku we wsi było 75 mieszkańców. W 1939 r. w Bałągu mieszkało 87 osób.
W 1946 r. sołtysem wsi został Franciszek Malewski. W 1953 r. w Bałągu działała kuźnia.